# Jacinto Benavente Martínez
Jacinto Benavente Martínez (Madrid, 1866 - Galapagar, 1954) fou un dramaturg, guionista, director de cinema i polític espanyol, guardonat amb el Premi Nobel de Literatura l'any 1922.

## Biografia
Va néixer el 12 d'agost de 1866 a la ciutat de Madrid. Fill del conegut metge pediatre Mariano Benavente, va iniciar els estudis de Dret a la Universitat Central de Madrid, però, a la mort del seu pare l'any 1885 els va abandonar per dedicar-se a la literatura. Durant algun temps va ser empresari de circ.
Membre de la Reial Acadèmia Espanyola des de l'any 1912, va ocupar el febrer de 1918 un escó en el Congrés dels Diputats, càrrec que va ocupar fins al maig de 1919, i el 1947 va assumir, a títol honorari, la presidència de la Confederació Internacional de Societats d'Autors i Compositors. L'any 1924 va rebre el títol de fill predilecte de la ciutat de Madrid, concedit pel seu Ajuntament. El 1924 li fou atorgada la Gran Creu e l'Orde d'Alfons X el Savi i el 1950 la Medalla al Mèrit en el Treball. Durant la guerra civil, concretament el setembre de 1938 va ser nomenat conseller del Consejo Superior de Cultura de la República, vinculat amb el Ministeri d'Instrucció Pública i Sanitat de l'anarquista Segundo Blanco.
Va morir el 14 de juliol de 1954 a la ciutat de Galapagar.

## Obra literària

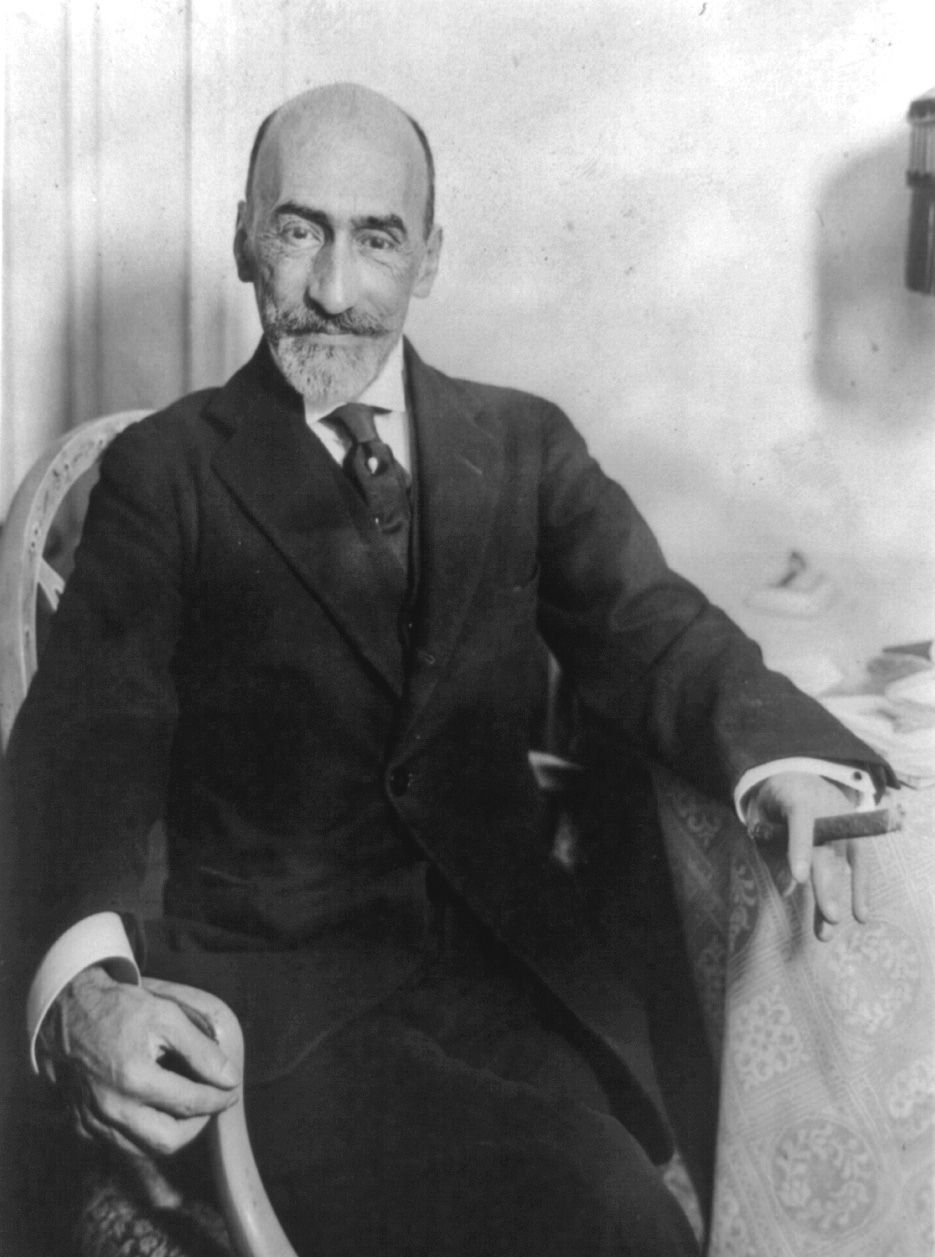
Jacinto Benavente l'any 1923

Va abordar gairebé tots els gèneres teatrals: tragèdia, comèdia, drama i sainet. Tots els ambients van trobar cabuda i expressió total en la seva escena: el rural i l'urbà, el plebeu i l'aristocràtic. El seu teatre constitueix una galeria completa de tipus humans. La comèdia de Benavente és costumista, moderna, incisiva, i suposa una reacció contra el melodrama desorbitat de José de Echegaray. Lluny de l'aparell efectista d'aquest últim, Benavente construeix les seves obres prenent com a fonament la vida, sent el realisme, la naturalitat i la versemblança els tres supòsits del qual parteix la seva obra, sense excloure en certs moments la poesia o una refinada ironia. Coneix perfectament tots els recursos escènics i sap donar relleu dramàtic a les accions més intranscendents. En realitat pot dir-se que amb la seva primera obra, El nido ajeno (1894), que planteja un problema de gelosia entre germans, obre un nou període en la dramatúrgia espanyola.
A Cartas a mujeres  (1893) s'adverteix ja el seu interès per la psicologia femenina, característica que apareixerà en tota la seva actuació teatral; El nido ajeno (1894), Gente conocida (1896) i La comida de las fieras (1898) constitueixen una reacció contra el teatre moralitzador de Manuel Tamayo y Baus o Benito Pérez Galdós.
A partir de 1901 el seu teatre adquireix major profunditat amb obres com La noche del sábado (1903), «novel·la escènica» impregnada de poesia; El dragón de fuego (1903) i Los intereses creados (1907), hàbil combinació de sàtira i humor, on culmina el seu art innovador. S'hi posen en moviment els personatges de la «commedia dell'arte» italiana, amb psicologia espanyola, i es fa una subtil i perspicaç crítica del positivisme imperant en la societat contemporània. L'obra va assolir una acollida tan entusiasta que va fer que el públic dugués al seu autor a coll fins al seu domicili al terme de la seva representació al Teatro Lara de Madrid. Amb Señora ama (1908) i La malquerida (1913), ambdues d'ambient rurali on presenta com a personatges centrals caràcters femenins dominats sexualment per homes d'escassos valors morals, aconseguirà el seu gran renom internacional.
A més de la seva dramatúrgia va conrear la poesia amb Versos (1893) i el conte. També va conrear el periodisme gràcies a les crítiques teatrals en el periòdic El Imparcial, va recollir els seus articles a De sobremesa (1910, 5 volums), Acotaciones (1914) i Crónicas y diálogos  (1916). Així mateix fou el director de dues pel·lícules una d'elles precisament fou Los intereses creados (1918) en la que tingue com ajudant de producció, el que més tard seria gran director José Buchs Echeandia, i realitzà diversos guions sobre les seves obres de teatre.
L'any 1922 fou guardonat amb el Premi Nobel de Literatura per haver continuat dignament les tradicions del teatre espanyol.

### Obra seleccionada
Jacinto és autor de més de 172 obres, entre elles cal destacar:
| - 1893: Versos - 1894: El nido ajeno - 1896: Gente conocida - 1898: La comida de las fieras - 1903: La noche del sábado - 1905: Rosas de otoño - 1905: Los malhechores del bien - 1907: Los intereses creados - 1908: Señora ama - 1908: El marido de su viuda - 1909: El principe que todo lo aprendió en los libros - 1910: El nietecito - 1913: La malquerida, inspirada en Misteri de dolor (1904) d'Adrià Gual - 1916: La ciudad alegre y confiada | - 1916: Campo de armiño - 1916: La mariposa que voló sobre el mar - 1920: La Cenicienta a la que hi posà música Prudencio Muñoz López. - 1924: Lecciones de buen amor - 1928: Pepa Doncel - 1929: Vidas cruzadas - 1930: Los andrajos de la purpura - 1934: La novia de nieve - 1940: Aves y pájaros - 1942: La honradez de la cerradura - 1945: La infanzona - 1946: Titania - 1948: Abdicación - 1952: Ha llegado Don Juan - 1954: El alfiler en la boca |

### Comentaris sobre l'estil
La seva penetració i coneixement de la llengua castellana són destacades, introduint hàbils crítiques sobre el mal ús que se'n fa en els ambients quotidians. És especialment subtil en la ironia amb què denuncia la manipulació que de l'enteniment pot fer-se des de mitjans jurídics, polítics o informatius, amb l'alteració de la sintaxi i lexicografia.
La seva capacitat semàntica excedeix clarament del d'altres autors, no menys dignes, del castellà, sent possible trobar una semblança amb l'art expressiu d'Oscar Wilde.